# Rami Jarrah
Pour les articles homonymes, voir Jarrah (homonymie).
Rami Jarrah (en arabe : رامي الجراح), né le 11 juin 1984 à Nicosie, est un militant politique syrien, qui a souvent été cité dans des médias internationaux sous le pseudonyme d’Alexander Page pendant le soulèvement populaire en Syrie en 2011. L'interdiction d'accès au pays par le gouvernement de journalistes étrangers ont rendu ses informations particulièrement précieuses. Démasqué par les services de renseignement syriens en automne 2011, il s'enfuit en Égypte.

## Biographie
Rami Jarrah a la double nationalité syrienne et britannique, il a passé la plus grande partie de sa vie à Londres. Son père est le poète syrien Nouri al-Jarrah, qui vit en exil depuis 1981. Rami se rend pour la première fois à Damas, la ville natale de ses parents, en 2004, dans l'intention de rendre visite à de la famille pendant une semaine. Il est alors arrêté et soumis par les autorités syriennes à une interdiction de voyager pendant trois ans. Entre 2004 et 2007, il doit donc rester en Syrie, où il finit par s'installer, bien qu'il soit régulièrement interrogé par de nombreux services de renseignements au sujet de ses relations avec ses parents, deux opposants de longue date au parti Baas,. 
Fin 2011, craignant pour sa sécurité, il fuit la Syrie avec son épouse et sa fille. Il s'établit d'abord en Égypte, puis en Turquie, d'où il fait des allers-retours en Syrie pour continuer de couvrir la Guerre civile syrienne.

## Militantisme
Au tout début de soulèvement syrien lors du printemps arabe, Rami Jarrah travaille dans une compagnie d’import-export proche du régime. Son employeur lui demande d'organiser un rassemblement de soutien au gouvernement. Il affirme : « J’ai refusé et démissionné. Heureusement pour moi, j’étais ami avec lui donc il ne m’a pas dénoncé. Mais d’autres ont été arrêtés,. »
Rami Jarrah est arrêté le 25 mars 2011 alors qu'il filme une manifestation à la mosquée des Omeyyades. Il est torturé pendant trois jours par une branche de la sécurité syrienne, puis libéré après avoir signé un document attestant qu'il était un terroriste envoyé de l'étranger. 
Fin 2011, Rami Jarrah est arrêté à l'aéroport de Doha et a failli être renvoyé en Syrie ; il admet s'en être sorti uniquement parce que d'autres utilisateurs de Twitter ont lancé une vaste campagne de soutien sur le réseau social.
En 2012, Rami Jarrah et Deiaa Dughmoch créent ANA New-Media Association, avec l'ambition qu'elle devienne la première agence de presse indépendante, en alternative aux médias d’État syriens. Le bureau est établi au Caire en raison des risques encourus en Syrie à cause de la guerre civile et de la répression exercée par le régime Baas sur les médias indépendants et libres.
Depuis la Turquie, Rami Jarrah fait de nombreux allers-retours en Syrie pour continuer à couvrir le conflit. Selon Les Observateurs de France 24, avec qui il collabore, « les témoignages fournis par Rami Jarrah sur la situation en Syrie sont très appréciés par les médias étrangers, car il est l’un des rares journalistes couvrant le conflit de l’intérieur à avoir gardé son indépendance ».
En février 2016, il est arrêté par les autorités turques alors qu'il demande un permis de résidence dans le pays. Il est alors interrogé sur ses reportages. À la suite d'une forte mobilisation et de l'appel à sa libération du Comité de Protection des Journalistes, il est relâché après 4 jours, sans motif de poursuite,,.